# Philobryon anuliferum
Philobryon anuliferum är en svampart som beskrevs av Döbbeler 1988. Philobryon anuliferum ingår i släktet Philobryon, klassen Dothideomycetes, divisionen sporsäcksvampar och riket svampar.   Inga underarter finns listade i Catalogue of Life.